# Raintime
Raintime – włoski zespół powermetalowy założony latem 1999 r. z inicjatywy Claudio Coassina, Matteo Di Bona oraz Matteo Barzana.

## Dyskografia
- Tales From the Sedness (2005)
- Flies & Lies (2007)
- Psychromatic (2010)